# قره‌چای‌جک
قره‌چای‌جک (به لاتین: Qaraçaycek) یک منطقه مسکونی در جمهوری آذربایجان است که در شهرستان خاچماز واقع شده‌است. قره‌چای‌جک ۹۹۴ نفر جمعیت دارد.